# Thomas Geraldino

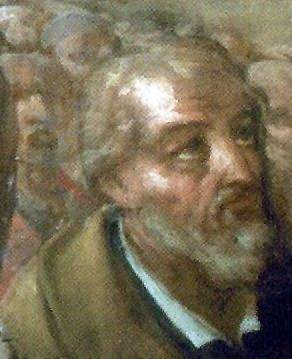
Ausschnitt des Mural Camarín de la Vírgen de las Angustias, aus der gleichnamigen Kapelle in Jerez de la Frontera, welche ein Porträt darstellt das Sir Thomas Fitzgerald, den spanischen Botschafter in London 1735 bis 1739 zugeschrieben wird.

Thomas Geraldino (* um 8. Oktober 1682 in Jerez de la Frontera getauft; † Mitte Juni 1755 ebenda) war von 1731 bis 1739 Botschafter von Philipp V. von Spanien bei Georg II.

## Leben
Thomas Geraldino war ein Diplomat, Politiker und Unternehmer. Seine Vorfahren kamen aus Irland.
Seine Eltern Isabel de Vargas Croquer und Jorge Fitzgerald heirateten 1681. 1703 heiratete er Michelle Barreda Lopez.
Ihre Kinder hießen Teresa, Francisco, Miguel José und Josefa. Er war Vorsitzender der Hijosdalgos de Jerez (des Cabildos der Adeligen), Vorschlagsberechtigter der Orden Santiago, Calatrava und Alcántara.
Ab 1732 hatte er Prokura beim Asiento de Negros der spanischen Krone und war bevollmächtigter Botschafter der spanischen Krone in London von 1735 bis 1739.
Er war Mitglied, des in London ansässigen Court of Directors der South Sea Company. Später trat er unter dem Namen Sir Thomas Fitzgerald auf. Die Spirituosenindustrie aus Jerez behauptet, dass er in seiner Amtszeit am britischen Hof für regen Absatz von Sherry gesorgt hat. 1742 wurde er an den Supremo Consejo de Indias berufen.
Er wurde in der capilla de Las Angustias in Jerez beigesetzt, die unter dem Patronat eines weiteren Mitglieds der Familie Geraldino stand.